# Brian Wikström
Brian Wikström, född Brian Alfred Vikström den 5 juli 1935 i Högalids församling i Stockholm, Sverige, död 11 oktober 1989 i Matteus församling, Stockholm, var en svensk filmproducent, produktionsledare och filmkonsulent. 
Brian Wikström är gravsatt i minneslunden på Råcksta begravningsplats.

## Producent i urval
- 1984 – Rosen
- 1990 – Gränslots